# Alexandre Coste
Alexandre Éric Stéphane Coste (Paris, 24 de agosto de 2003), ou também conhecido como Alexandre Grimaldi-Coste, é o segundo filho biológico fora do casamento do príncipe reinante Alberto II de Mônaco. Sua mãe é Nicole (Tossoukpé) Coste, uma togolesa.
Os seus avós paternos são o príncipe Rainier III, Príncipe de Mônaco e a famosa princesa Grace Kelly, Princesa Consorte de Mônaco.

## Nascimento
Alexandre nasceu no dia 24 de agosto de 2003 no Hospital Saint-Vincent-De-Paul, localizado na cidade de Paris na França. Ele teve inicialmente o sobrenome de "Tossoukpé", até que a sua mãe alterou o sobrenome para o atual "Coste" em 10 de novembro de 2004.
Pelo lado do seu pai, ele é ligado por sangue à família principesca monegasca da Casa de Grimaldi. Ele é um sobrinho de sangue da princesa Carolina do Mónaco e da princesa Stéphanie de Mônaco.

## Reconhecimento
Em 6 de julho de 2005, o príncipe reinante Alberto II de Mônaco reconheceu a paternidade biológica da criança em uma declaração emitida por seu advogado, Thierry Lacoste, logo após um exame de ácido desoxirribonucleico (DNA) ser feito, confirmando a paternidade biológica.
Em abril de 2014, foi confirmado oficialmente que Alexandre tinha alterado o seu sobrenome para "Grimaldi-Coste", adicionando assim oficialmente o sobrenome da Casa de Grimaldi (do seu pai Alberto), usado pela família principesca monegasca.

## Meios-irmãos paternais
Por parte de pai, ele tem uma meia-irmã mais velha: Jazmin Grace Grimaldi (nascida em 1992), e dois meios-irmãos caçulas: a princesa Gabriela, Condessa de Carladès e o príncipe Jaime, Príncipe Herdeiro do Mónaco (gêmeos, nascidos em 2014).

## Direitos
Por ter nascido fora do casamento e os seus pais não terem se casado posteriormente, Alexandre Coste não está incluído na linha de sucessão ao trono monegasco, mas com frequência aparece em eventos organizados pela família principesca monegasca.
Em 26 de outubro de 2006, o seu pai (o príncipe reinante Alberto II de Mônaco) deu uma entrevista ao apresentador da televisão Larry King dos Estados Unidos, durante a qual disse que apesar de Alexandre não estar na linha de sucessão ao trono monegasco, recebe cuidados financeiros. Alexandre também é um dos herdeiros (ao lado dos seus três meios-irmãos paternos) da fortuna pessoal de Alberto II, estimada em mais de um bilhão de dólares.